# Karin Hanssen
Karin Rieder Hanssen (Antwerpen, 24 mei 1960) is een Belgische toonaangevende figuratieve kunstschilderes en tekenares. Zij is een feministische activiste, doctor in de Kunsten en auteur van kritische artikelen over de positie van de vrouw in de kunst en ijvert voor meer zichtbaarheid van vrouwelijke kunstenaars.
Zij is sinds 2016 opgenomen als lid van de Koninklijke Vlaamse Academie voor Wetenschappen en Kunsten.

## Stijl
Zij werkt in reeksen op basis van oude foto's of filmstills. De terugblik naar de jaren '50-60 en 17e eeuwse genrestukken, de blik, gender, de Rückenfigur, het landschap en de positie van de vrouw als kunstenaar en onderwerp in de kunst, zijn de belangrijkste thema’s in haar werk.
De sfeerschepping en het gebruik van vale kleuren zijn kenmerkend voor haar werk. Ze schildert hoofdzakelijk portretten van anonieme mensen of scènes uit het dagelijkse leven, waarbij ze de gezichten bewust vaag houdt om de aandacht niet op het individu als persoon te leggen, maar op de sociale positie van het personage op het tijdstip waarop ze terugblikt.

## Oorsprong van haar werk
Hanssen werd in 1960 geboren als jongste van vier kinderen. Ze groeide op in een atypisch gezin waarin belangstelling voor kunst en taal centraal stonden. Haar vader was een uitgetreden priester, haar moeder een Oostenrijkse weduwe met een kind. In de Antwerpse wijk Zurenborg waar het gezin woonde, was de gezinssituatie niet te vergelijken met die van de andere kinderen in de toen erg katholieke wijk. Karin Hanssen voelde zich er een buitenstaander en observeerde met verwondering de omgeving en het dagelijkse leven van de mensen, wat later de basis vormde voor de thema’s en stijl in haar werk.
Op 10-jarige leeftijd begon ze met het tekenen van portretten van haar familieleden en personages uit werken van oude meesters zoals  Rubens en Leonardo da Vinci en had al vroeg de ambitie om kunstenaar te worden.

## Opleiding

### Talen en Kunst
Net zoals haar broer en haar zussen had Karin Hanssen, als gevolg van haar opvoeding, naast een passie voor kunst een grote interesse in Germaanse talen. Ze behaalde in 1981 aan de Stedelijke Normaalschool in Antwerpen het diploma van lerares Nederlands, Engels en Duits voor het lager middelbaar onderwijs. In 1982 begon ze aan een deeltijdse kunstopleiding aan de Koninklijke Academie voor Schone Kunsten in Antwerpen waar ze in 1986 een diploma "tekenkunst" behaalde.  Daarna volgde ze een voltijdse opleiding "schilderkunst" met een diploma in de schilderkunst in 1990 als resultaat.

### Postgraduaat - Ontmoetingen met kunstenaars en curatoren
In 1990 werd Hanssen geselecteerd voor het 3-jarige postgraduaat aan het Hoger Instituut voor Schone Kunsten in Antwerpen. Ze studeerde in 1993 af als master in de beeldende kunsten met de tentoonstelling "Schaduwen", waarvoor Anne-Mie Van Kerckhoven de begeleidende tekst schreef.
Tijdens dit postgraduaat ontmoette ze verschillende kunstenaars en curatoren die een belangrijke invloed zouden hebben voor haar verdere carrière.
In 1992 ontmoette Hanssen de Canadese kunstenares Lynne Cohen. Ze werden vrienden tot aan Cohens dood in 2014. Cohen introduceerde haar bij de Canadese auteur en curator Gregory Salzman, die later auteur was van twee monografieën over Hanssen. Via Lynne Cohen kwam ze ook in contact met curator Philippe Braem, wat leidde leidde tot haar eerste solotentoonstelling "I Have a Dream" in 1995. Zij moedigde Hanssen later aan om haar eerste publicatie "Modern Living" te maken.  
Anne-Mie Van Kerckhoven introduceerde Hanssen bij Luc Tuymans. Ze zouden later regelmatig samen exposeren. Luc Tuymans werkte mee aan de documentaire "In dialoog met Luc Tuymans" die Karin Hanssen in 2013 maakte. Hanssen startte in 2015 een opgemerkte petitie tegen de veroordeling van Luc Tuymans voor plagiaat wegens het gebruik van een foto in zijn werk "A Belgium Politician".
Tijdens haar studies won Hanssen verschillende prijzen, waaronder de eerste prijs voor portretschilderkunst. In 1993 werd ze geselecteerd voor de Biënnale van de Europese Kunstacademies in Maastricht

### Doctor in de Kunsten
In 2016 promoveerde Karin Hanssen als Doctor in de Kunsten aan de Universiteit Antwerpen/KASKA met "The Borrowed Gaze/ in dialogue with time" en een documentaire "In dialoog met Luc Tuymans". Ze werd opgenomen als lid van de Klasse Kunsten van de Koninklijke Vlaamse Academie voor Wetenschappen en Kunsten.

## Artistieke en wetenschappelijke carrière

### I have a dream: gender stereotypen en gebruik van de flashback en de blik
Met haar reeks "I have a dream" (1994-1995) viel Hanssen voor het eerst op met haar toen nog subtiele boodschap over de stereotiepe voorstelling van vrouwen in de kunst. In deze reeks zat een serie tekeningen van miniatuur portretten 'Die Gebildeten' met als thema sociale ongelijkheid en de stereotiepe fotografische representatie van klasse en gender. Het was het begin van haar stijl en thematiek die in de volgende 30 jaar enkel licht zou evolueren.
Ze schilderde hoofdzakelijk portretten van anonieme mensen en alledaagse scènes uit de jaren '50-60 en taferelen gebaseerd op de kunstgeschiedenis, in het bijzonder 17e-eeuwse genrestukken.
Ze maakte voor het eerst gebruik van gevonden foto’s en filmmateriaal uit de jaren ’50 en ’60. Dit hergebruik van oude beelden noemde ze "flashback" of “terugblik”. Deze verplaatsing in de tijd kwam centraal te staan in haar werk. De wederzijdse beïnvloeding van de schilderkunst, film en fotografie, beelden uit het verleden verplaatsen en hergebruiken, appropriatie of toe-eigening van de blik van de oorspronkelijke fotograaf of schilder om een nieuw kunstwerk te maken noemde ze "de geleende blik". De terugblik en de geleende blik waren later thema's in haar postdoctoraal onderzoek.
In 1995 won ze de Mariette Hettema prijs, een prestigieuze prijs voor schilderkunst in Gent, die haar nationale bekendheid bezorgde.

### The Thrill of it All: gender en sociaal determinisme
Een heruitzending van de screwball-komedie ‘The Thrill of it All’ uit 1963 met Doris Day in de hoofdrol leidde tot haar engagement als activiste rond de problematiek van de vrouw in de kunst. In deze film werd de sympathiek voorgestelde hoofdrolspeelster als vrouw subtiel in een ondergeschikte rol geduwd. De vooroordelen die ze ervaren had als kind uit een atypisch gezin wakkerden dit engagement aan.
In de gelijknamige reeks 'The Thrill of it All' (1995-98) lag de focus op sociaal determinisme bij vrouwen. Niet zij zelf maar de maatschappij bepaalde hun rol en plaats. Deze reeks werd voor het eerst tentoongesteld in de Galerij Netwerk in Aalst in 1999.

### Scenes: relatie mens en omgeving en gebruik van de Rückenfigur
Einde jaren 90 legde Hanssen zich meer toe op de afbeelding van mensen in relatie tot de ruimtelijke omgeving. In 'Scenes' (1998-2001) kwam het landschap centraal staan met in zichzelf gekeerde anonieme mensen als figuranten. De Rückenfigur, reeds sinds 1995 sporadisch aanwezig in haar werk, werd een belangrijk motief. Het formaat van haar schilderijen werd groter, de kleuren intenser en warmer en leken op de kleuren van het 17e eeuwse palet van de genreschilderkunst en technicolor uit de filmwereld.
Dankzij het tentoonstellingsbeleid van het recent opgerichte nieuw Internationaal Cultureel Centrum in Antwerpen (NICC) kwam Hanssen in de publieke belangstelling. Haar werk "Scenes" werd in 2001 geselecteerd door artistiek leider Wim Peeters voor de internationale tentoonstelling ‘The Big Show’. Flor Bex artistiek directeur van het MUHKA nam haar werk op in zijn boek "Kunst in België na 1975".

### Modern Living: internationale erkenning
In 2004 werd haar reeks tekeningen "Modern Living" (1995-2001) getoond in het kunstencentrum Objectif Exhibitions onder leiding van Philippe Pirotte. De samenwerking met Philippe Pirotte leidde tot een monografie met 23 miniatuurtekeningen uit "Modern Living" en tot haar eerste internationale galerietentoonstellingen zoals The Agency Gallery in Londen, Krinzinger Projekte en Galerie Krinzinger in Oostenrijk, naast verschillende Belgische tentoonstellingen.
Haar werk was een onderwerp in tijdschriften als Kunst NU (S.M.A.K.) en Flash Art International. In OKV werd haar werk besproken in het overzichtsartikel "Painting in Flanders after 1980" van Marc Ruyters en Johan Pas.
In 2005 vertegenwoordigde Hanssen België in de Sharjah Biënnale 7 in Verenigde Arabische Emiraten op de tentoonstelling "Belonging" onder leiding van Jack Persekian en werd ze geselecteerd voor de Yokohama Triënnale "Art Circus: jumping from the ordinary" onder leiding van Tadashi Kawamata.
Ze kreeg verschillende beurzen van de Vlaamse gemeenschap. Haar werk werd opgenomen in nationale en internationale collecties.
Philippe Van Cauteren, directeur van het S.M.A.K en curator, zorgde voor haar eerste grote solotentoonstelling in het buitenland in KunstVerein Ahlen in 2010, waar haar monografie met schilderijen "The Thrill of it All" voorgesteld werd.

### Activisme en doctoraat: belang van gender in de kunst
Ondanks deze internationale erkenning schonk de Belgische pers weinig of geen aandacht aan de nieuwe internationale ontwikkelingen in de artistieke loopbaan van Hanssen.
Dit bracht haar tot de vraag of mannelijke collega’s doorgaans sneller opgepikt worden dan vrouwelijke collega’s in museale collecties, toonstellingen en in de pers en leidde tot haar onderzoek naar de vrouw als auteur en model in de beeldende kunsten
De serie "The Borrowed Gaze/Variations Gerard Ter Borch" uit 2010-11, gebaseerd op "De Vaderlijke Vermaning" van Gerard ter Borch (1654), gaf aanleiding tot een conceptueel onderzoek naar de vrouwelijke Rückenfigur in 17e-eeuwse genreschilderijen en de rol van vrouwelijke kunstenaars in de hedendaagse Belgische kunst. Ze vergeleek de beeldcultuur uit de jaren '50- '60 met die van de 17de eeuw.
Hanssen voerde haar onderzoek aan de Universiteit Antwerpen en het Koninklijke Academie voor Schone Kunsten. Dit onderzoek leidde tot een aantal publicaties zoals "The Borrowed Gaze/Variations Gerard Ter Borch", verschillende artikelen in tijdschriften zoals H ART, A Prior, Alphaville, Rekto:Verso en Forum+  en een documentaire "In dialoog met Luc Tuymans" over de blik en de terugblik in zijn werk.
Bij gebrek aan een bestaande bruikbare databank startte Hanssen in 2011 met het aanleggen van een databank van professionele vrouwelijke beeldende kunstenaars werkzaam in België, de "Contemporary Women Artists in Belgium". Ze nam de promotie van deze kunstenaars gedurende 10 jaar op zich. Daarvoor maakte ze onder andere gebruik van een speciale facebookpagina. Ze schreef in vakbladen verschillende kritische teksten over de historische discriminatie van vrouwelijke kunstenaars en moedigde vakbladen, curatoren en museum directeurs aan om meer te investeren in vrouwelijke kunstenaars.

### Toonaangevende hedendaagse kunstenaar
In 2012 verbleef ze als artist in residence in Canberra (Australië), waar ze een solotentoonstelling kreeg met The Borrowed Gaze/Variations Gerard Ter Borch in de Canberra Contemporary Art Space.
Charlotte Mullins vermeldde in haar boek Picturing People van 2015 Karin Hanssen als een van de 60 toonaangevende hedendaagse kunstenaars wereldwijd. Haar werk werd opgenomen in de vaste collectie van het museum CORPO in Toledo.
Vanaf 2019 volgen de tentoonstellingen elkaar snel op met "Returning the gaze/Frames and Fragments" in de Gallery Sofie Van de Velde, gevolgd door de tentoonstelling "Returning the Gaze" in De Garage in Mechelen.  Deze tentoonstelling, een selectie van 25 jaar werk, werd aansluitend in het Nederlandse Museum Helmond getoond. Bij deze overzichtstentoonstelling verscheen een nieuwe publicatie met de gelijknamige titel. "Returning the gaze" was haar antwoord op het manipulatieve karakter van beelden die aanleiding geven tot seksisme en stereotypering en op het fragiele karakter van verworven vrouwenrechten.
Door de coronapandemie in 2020 met angst, polarisatie, groepsdenken en beperkingen door de overheid van de vrije omgang en de betreding van de publieke ruimte, verlegde Hansens haar focus naar het belang van de publieke ruimte, als plaats van het debat, menselijkheid en verbinding.
De Duits-Koreaanse filosoof en cultuurtheoreticus Byung-Chul Han werd een belangrijke inspiratiebron. Zijn boeken ‘De Palliatieve Samenleving’ en ‘Infocratie’ leidden tot de reeks ‘Secret Escape’ (2021-2023).

## Oeuvre (reeksen)
Karin Hanssen werkt steeds in reeksen rond een bepaald thema.  Naast de context van de afbeelding zijn de titels voor haar essentieel om de blik van de toeschouwer te sturen naar het discours van de kunstenaar.
- Secret Escape (olieverf 2021-2023): over relaties, over narratieven die verbinden of verdelen, over aantrekken en afstoten.[44]
- Everything now/Variations on desire (olieverf 2019-2021): over lichamelijkheid en verlangens, het lichaam van de vrouw als barometer voor de moraal:  vierde deel van de vierdelige cyclus, over de positie van de vrouw als kunstenaar en model waarin "de blik" centraal staat.[2]

- Returning the Gaze/Frames and fragments (olieverf 2015-2019): het vrouwenlichaam als barometer voor de moraal; de mannelijke blik versus de vrouwelijke blik: derde deel van de vierdelige cyclus, over de positie van de vrouw als kunstenaar en model waarin "de blik" centraal staat.[9]

- Returning the Gaze/Retuning the Gaze (olieverf op karton vanaf 2018): over de flashback en haar antwoord op de blik van de oorspronkelijke fotograaf of schilder waarnaar haar werk verwijst.[42][45]

- A Room of One's Own (olieverf 2011-2014) genoemd naar een essay van Virginia Woolf. Over het belang van een eigen ruimte als symbool voor emancipatie. Tweede deel van de vierdelige cyclus, over de positie van de vrouw als kunstenaar en model waarin "de blik" centraal staat.[8][46]

- The Borrowed Gaze/ Variations GTB (Gerard Ter Borch) (olieverf 2010-2011): eerste deel van de vierdelige cyclus, over de positie van de vrouw als kunstenaar en model waarin "de blik" centraal staat[2][47]

- Now = The Time (olieverf 2007-2010): over dystopie en euforie, het verleden, heden, het moment en de toekomst (vervolg op ABC, 1,2,3).[48]

- ABC,1,2,3 (olieverf en tekeningen 2005-2008): genoemd naar een hit van de Jackson 5 uit 1970. De letters en cijfers worden gebruikt om controle te krijgen op de chaos van gevoelens en emoties rond persoonlijkheid,     idolatrie en identiteit, die ze voorstelt aan de hand van alledaagse modellen en rolmodellen. Deze reeks bevat de sub-reeks "Models"een 10-delige reeks grafiettekeningen over de mens als maakbaar model en het     streven naar perfectie en uniformiteit.[13][49][12]

- As you like it (olieverf 2004-2007): genoemd naar een toneelstuk van Shakespeare. Over de kwetsbaarheid van de natuur door de ingrepen van de mens.[13]

- Timestructures (olieverf en collages): over de menselijke activiteit en de invloed van de sociale context op het individu. De eerste tentoonstelling van de Galerie Tatjana Pieters in Gent.[50]

- Scenes (olieverf 1998-2001): de relatie tussen mens en het landschap, waarin de mens als figurant is afgebeeld.[5]

- Modern Living (tekeningen 1995-2001): een reeks miniatuurtekeningen in de vorm van een pseudo-sociologisch onderzoek is naar de onbenulligheid van de menselijke activiteit in een tijdperk dat voorbij is. Dit was haar tweede reeks tekeningen.[13][12]

- The Thrill of it All (olieverf 1995-1998): over het sociaal determinisme van de vrouw.[12]
- Unveiled (olieverf 1995): een reeks schilderijen over de omgang met het lichaam, hullen en verhullen en de de relatie met de leefruimte met portretten van naakten en moslimmeisjes en een neo-nazi.[13]
- I have a dream (olieverf en tekeningen 1994) over de stereotiepe voorstelling van mensen met daarin de tekeningen "Die Gebildeten" een reeks miniatuurportretten van mannen, over status en pose.[19]

## Boek
- "De Geleende Blik – In dialoog met de tijd", Karin Rieder Hanssen, Antwerpen 2016[24]

## Monografieën
- "Karin Hanssen | Returning the Gaze", tekst: Charlotte Mullins en Koen Leemans, uitgeverij Stockmans Art Books & De Garage, 2019[51]
- "Karin Hanssen | The Borrowed Gaze", tekst: Charlotte Mullins, uitgeverij Lannoo, Tielt, 2014[52]
- "The Borrowed Gaze/ Variations GTB", tekst: Kurt Vanhoutte, Johan Pas, Daniela Hammer-Tugendhat, uitgeverij MER, 2012[53]
- "Track-Report 12/01, The Borrowed Gaze/Variations GTB", tekst Karin Hanssen, 2012[54]
- "NOW=The Time", catalogus van de solotentoonstelling bij KunstVerein Ahlen, tekst: Philippe Van Cauteren, Karin Hanssen, Roma Publications, 2010[48]
- "The Thrill Of It All", tekst: Philippe Van Cauteren, Gregory Salzman, David Broker, uitgeverij MER Paperkunsthalle, 2010[34]
- "Modern Living", tekst: Alain de Botton, Gregory Salzman, uitgeverij Objectif_Exhibitions, Antwerpen, 2004[12]

## Research Projecten
- 2018 Laboratory, de nalatenschap van Lynne Cohen (1944-2014), AP University College en concept van de tentoonstelling Dephth on the Surface (2021) in FOMU, in samenwerking met Bert Danckaert[55][15][14]
- 2016-2018 Two year research Project - Returning the Gaze, AP University College [15]
- 2011-2015 Doctoraat:  research project: The Borrowed Gaze – In dialogue with time, UA/AP Hogeschool[15]
- 2010-2011 Bijzonder Onderzoek Fonds: Project, The Borrowed Gaze/Variations GTB, UA/AP Hogeschool[54]
- 2009-2010 De Verplaatsing, AP Hogeschool[47]

## Publieke collecties
- S.M.A.K., Stedelijk Museum voor Actuele Kunst, Gent
- UBS Collection, Londen
- Collectie Universiteit Antwerpen
- The New Art Gallery Walsall, Birmingham
- Collection Salzburger Kunstverein, Salzburg
- White Cube, Modern Collections, Londen
- CORPO, Centre for Modern and  Contemporary Art, Toledo
- Van Abbemuseum, Eindhoven
- Collectie Nationale Bank van België
- Ethias Collectie, Luik
- Proximus Art, Brussel
- C&A Services, Vilvoorde
- Shoes or No Shoes, Kruisem
- Netwerk Gallery, Aalst

## Tentoonstellingen (selectie)
Werk van Karin Hanssen was onder andere te zien in het S.M.A.K in Gent, De Garage, Mechelen, het MAS Museum Antwerpen, de 7e Sharjah Biënnale (VAE), de 2e Yokohama Triënnale (Japan), TAFA galerie, Tianjin, (China), Chelsea Art Museum, New York (VS), CORPO, Toledo, (Spanje), Kunstverein Ahlen, (Duitsland), New Art Gallery Walsall (VK), The Salzburger Kunstverein (Oostenrijk), Canberra Contemporary Art Space, (Australië) en Museum Helmond (Nederland).